# White Tors
Die White Tors: Higher White Tor und nördlicher Lower White Tor, liegen etwa drei Kilometer nordöstlich von Peter Tavy in Devon in England. 
Die Felsaufschlüsse wurden im Neolithikum und in der Bronzezeit genutzt. Die Anwohner errichteten Cairns für die Toten und bauten eine massive Siedlung, die als „Tor Enclosure“ bekannt ist. 

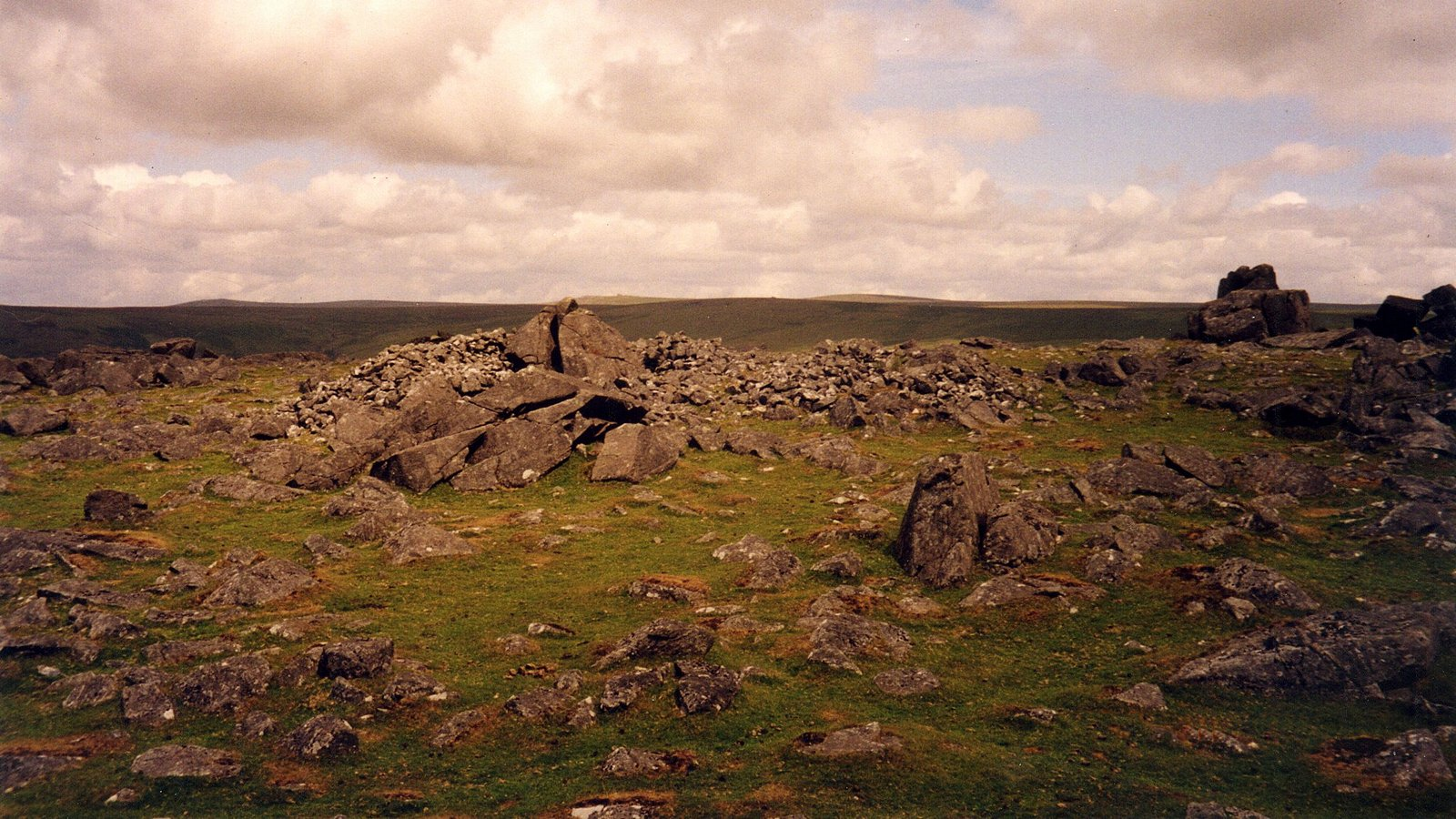
Tor Enclosure

Die eng beieinander liegenden parallelen Mauern bilden einen Kreis und markante Felsvorsprünge werden einbezogen. 
Die Datierung in die Jungsteinzeit ist sicher; da 1898 und 1899 Ausgrabungen stattfanden. Dies macht „Tor Enclosures“ zu den ältesten Siedlungen im Dartmoor. 